# Scythocentropus misella
Scythocentropus misella is een vlinder uit de familie uilen (Noctuidae). De wetenschappelijke naam is voor het eerst geldig gepubliceerd in 1907 door Pungeler.
De soort komt voor in Europa.